# 범물중학교
범물중학교(凡物中學校)는 대한민국 대구광역시 수성구 범물동에 위치한 공립 중학교이다.

## 학교 연혁
- 1991년 11월 21일 : 대구 범동초등학교 설립 계획 의결
- 1992년 10월 20일 : 범동초등학교가 범물중학교로 변경
- 1993년 3월 1일 : 범물중학교 개교
- 1993년 3월 1일 : 초대 김홍식 교장 취임
- 1993년 3월 5일 : 1993학년도 제1회 입학식 거행 (439명)
- 1996년 2월 13일 : 제1회 졸업식 거행 (445명)
- 1998년 11월 11일 : 신축교사 이전
- 2000년 2월 1일 : 교우지 "범송" 창간
- 2011년 7월 27일 : 범송관(다목적강당) 개관
- 2020년 9월 1일 : 제12대 이근호 교장 취임
- 2022년 2월 11일 : 제27회 졸업식(206명, 누계 9,569명)
- 2022년 3월 2일 : 제30회 입학식(167명)

## 참고 자료
- 범물중학교 - 한국교육학술정보원 학교알리미